# Eisenbahnunfall von Zoufftgen
| Der hintere Teil des luxemburgischen Reisezuges | Der hintere Teil des luxemburgischen Reisezuges                     | Der hintere Teil des luxemburgischen Reisezuges                     |
| Grundsätzliches                                 | Grundsätzliches                                                     | Grundsätzliches                                                     |
| ----------------------------------------------- | ------------------------------------------------------------------- | ------------------------------------------------------------------- |
| Datum                                           | 11. Oktober 2006                                                    | 11. Oktober 2006                                                    |
| Unfallart                                       | Frontalkollision                                                    | Frontalkollision                                                    |
| Unfallursache                                   | Menschliches Versagen des Fahrdienstleiters des Bahnhofs Bettemburg | Menschliches Versagen des Fahrdienstleiters des Bahnhofs Bettemburg |
| Unfallort                                       | Zoufftgen                                                           | Zoufftgen                                                           |
| Daten der betroffenen Züge                      |                                                                     |                                                                     |
| Bauart                                          | BB 37000 mit 22 Wagen                                               | Z 2200                                                              |
| Eisenbahnunternehmen                            | SNCF                                                                | CFL                                                                 |
| Zug-/Fahrzeugbezeichnung                        | Zug N° 45938 / BB 37007                                             | Zug N° 837617 / Z 2207                                              |
| Ausgangsbahnhof                                 | Rangierbahnhof Basel-Muttenz                                        | Bahnhof Luxemburg                                                   |
| Zielbahnhof                                     | Bahnhof Bettembourg                                                 | Bahnhof Nancy                                                       |
| Reisende                                        | 0                                                                   | 15                                                                  |
| Zugpersonal                                     | 1                                                                   | 2                                                                   |
| Tote                                            | 1 (+1 im Gleis auf der Baustelle)                                   | 4                                                                   |
| Verletzte                                       | 0                                                                   | 11                                                                  |

Beim Eisenbahnunfall von Zoufftgen stießen am 11. Oktober 2006 ein Reisezug der luxemburgischen Staatsbahn und ein Güterzug der französischen Staatsbahn zwischen den Bahnhöfen Bettemburg und Diedenhofen bei Zoufftgen frontal zusammen. Der Unfall forderte 6 Tote und 11 Verletzte.
Ursache des Unfalls war ein fälschlicherweise durch den Fahrdienstleiter des Bahnhofs Bettemburg an den Triebfahrzeugführer des luxemburgischen Reisezuges diktierter schriftlicher Befehl zur Vorbeifahrt am haltzeigenden Ausfahrsignal dieses Bahnhofs.
Da sich zum Zeitpunkt des Zusammenstoßes Teile des luxemburgischen Reisezuges noch auf luxemburgischem Staatsgebiet befanden, und dessen Wucht und Wirkung eine gewisse Stärke aufwiesen, waren die aufgebotenen Mittel zur Hilfeleistung und zur technischen und juristischen Aufarbeitung des Unfalls internationaler Natur.

## Umstände

### Betriebsführung
Da auf Grenzstrecken (fast) immer die beiden oft sehr unterschiedlichen Regelwerke zweier Eisenbahninfrastrukturunternehmen (in diesem Fall CFL und RFF) aufeinander treffen und die Sicherungseinrichtungen (u. a. Stellwerke) der beiden Eisenbahninfrastrukturunternehmen sehr unterschiedlich sein können, müssen diese Komponenten auf einer Grenzstrecke aneinander angepasst werden. Dadurch können Regelungen entstehen und sicherungstechnische Einrichtungen installiert werden, die sehr verschieden von den jeweiligen länderspezifischen Gegenstücken sind.
In diesem Fall handelt es sich beim Regelwerk auf luxemburgischer Seite um das Règlement Général de l'Exploitation technique (Allgemeines Reglement zur technischen Betriebsführung) und um das Règlement Général de Sécurité (Allgemeines Sicherheitsreglement) auf französischer Seite. Um die beiden Regelwerke auf der Grenzstrecke widerspruchsfrei anwenden zu können, gibt es eine Consigne frontalière (Regelung zur Betriebsführung auf der Grenzstrecke). Die folgenden Ausführungen beziehen sich gleichermaßen auf den Inhalt der beiden Regelwerke als auch auf den Inhalt der Regelung zur Betriebsführung auf der Grenzstrecke.
Der Unfall ereignete sich zwischen den beiden Bahnhöfen Bettemburg und Diedenhofen. Dieser Streckenabschnitt ist zweigleisig (wobei jedem der beiden Gleise eine Regelfahrrichtung (sens normal) zugeordnet ist) und verfügt einerseits über einen automatischen Lichtstreckenblock französischer Bauart (Block automatique lumineux), welcher Züge in Regelfahrrichtung vor Folgefahrten schützt (Folgefahrschutz), andererseits über eine permanente Gegenfahreinrichtung (Installation Permanente de Contre-Sens), ebenfalls französischer Bauart, welche das Fahren in zur Regelfahrrichtung entgegengesetzten Richtung (contre-sens) ermöglicht und Züge entgegengesetzter Fahrrichtungen vor Gegenfahrten schützt (Gegenfahrschutz).
Auf der Strecke herrscht Rechtsverkehr. Dabei ist dem rechten Gleis der Fahrrichtung Bettemburg–Diedenhofen die Gleisnummer 1 zugeordnet (Voie 1, auf diesem Gleis ereignete sich der Unfall), dem rechten Gleis der Fahrrichtung Diedenhofen–Bettemburg folglich die Gleisnummer 2 (Voie 2).

### Am Tag des Unfalls
Ein Regionalzug (Train express régional) Luxemburg–Nancy der luxemburgischen Staatsbahn, bestehend aus einem Triebwagen des Typs Z 2200 stieß mit einem Güterzug Basel–Bettemburg der französischen Staatsbahn, bestehend aus einer Lokomotive BB 37000 mit 22 Wagen auf dem Grenzstreckenabschnitt zwischen den Bahnhöfen Bettemburg auf luxemburgischer Seite und Diedenhofen auf französischer Seite frontal zusammen.
Da am Tag des Unfalls Gleisbauarbeiten auf Gleis 2 (Gleis der Regelfahrrichtung Diedenhofen–Bettemburg) durchgeführt werden mussten, befuhren ab Beginn der Arbeiten alle Züge beider Fahrrichtungen das Gleis 1. Der Reisezug tat dies in Regelfahrrichtung, der Güterzug in Gegenfahrrichtung.
Der Unfall ereignete sich in einer Kurve im Wald bei dichtem Nebel, was die Sicht der beiden Triebfahrzeugführer erheblich einschränkte. Die beiden Züge bewegten sich zum Zeitpunkt des Zusammenstoßes mit jeweils 79 km/h bzw. 78 km/h.

## Unfallhergang

### Schichtwechsel im Zentralstellwerk Bettemburg
Mitursächlich für den Unfall waren Unregelmäßigkeiten beim Schichtwechsel im Zentralstellwerk Bettemburg, als die vier Bediensteten des Stellwerks abgelöst wurden:
- Ein Fahrdienstleiter (chef de circulation), welcher für die Sicherung und Regelung des Zugverkehrs verantwortlich war,
- Ein Zugmelder (annonceur des trains), welcher den Anweisungen des Fahrdienstleiters unterlag und mit der Abwicklung des Zugmeldebetriebes mit den angrenzenden Zugmeldestellen beauftragt war,
- Ein Weichensteller (aiguilleur, Bediener der Sicherungseinrichtungen) für sämtliche Hauptgleise, welcher ebenfalls den Anweisungen des Fahrdienstleiters unterlag
- Ein Weichensteller für sämtliche Nebengleise

Die folgende Tabelle gibt eine Übersicht über die Anwesenheiten im Zentralstellwerk des Bahnhofs Bettemburg am Morgen des 11. Oktobers 2006:
| Dienststellung   | Frühschicht                         | Spätschicht             |
| ---------------- | ----------------------------------- | ----------------------- |
| Fahrdienstleiter | Verlässt das Stellwerk um 11:30 Uhr | Betritt es um 11:34     |
| Zugmelder        | Verlässt das Stellwerk um 11:30 Uhr | Betritt es um 11:28     |
| Weichensteller 1 | Verlässt das Stellwerk um 11:15 Uhr | Betritt es um 11:25 Uhr |
| Weichensteller 2 | Verlässt das Stellwerk um 11:27 Uhr | Betritt es um 11:43 Uhr |

## Ermittlungen
Da sich der Unfall unmittelbar an der Staatsgrenze ereignete und sich nach dem Zusammenstoß immer noch ein Teil des luxemburgischen Reisezuges auf luxemburgischem Staatsgebiet befand, wurden Ermittlungen sowohl durch die Staatsanwaltschaft Luxemburg als auch die Staatsanwaltschaft Diedenhofen eingeleitet. Parallel dazu führten CFL und SNCF, als auch die technischen Untersuchungsbehörden der beiden Länder EEAI (Entité d'enquête d'accidents et d'incidents) und BEA-TT (Bureau des enquêtes techniques sur les Accidents de transport terrestre) Untersuchungen durch.